# Norges Orienteringsforbund
Norges Orienteringsforbund (NOF) bildades den 1 oktober 1945, och styr över organiserad orientering och skidorientering i Norge. Förbundet hade 2005 cirka 30 000 medlemmar fördelade på 410 klubbar. Förbundets årliga tidskrift heter Veivalg.